# Mag Larson
Magda "Mag" Ragnhild Larson, gift Allstrin, född 25 november 1906 i Hedvig Eleonora församling i Stockholm, död 29 oktober 1991 i Matteus församling, var en svensk affärsföreståndare och målare, konstnärssignaturen "Magrell".
Hon var dotter till ingenjören Ragnar Larson och Siri Wilhelmina Rosalia Flodin samt 1956–1957 gift med kammarskrivaren Johan-Erik "Jonte" Allstrin. Larson studerade vid W. Bjerke-Petersens konstskola i Stockholm 1949–1950 och under studieresor till Italien och Frankrike. Hon ställde ut separat i Uppsala 1951 och medverkade i samlingsutställningar med Visby konstförening. Hennes konst består av stilleben, landskap och abstrakta kompositioner i olja eller akvarell.